# Liste der Senatoren der Vereinigten Staaten aus Colorado
Die Liste der Senatoren der Vereinigten Staaten aus Colorado führt alle Personen auf, die jemals für diesen Bundesstaat dem US-Senat angehört haben, nach den Senatsklassen sortiert. Dabei zeigt eine Klasse, wann dieser Senator wiedergewählt wird. Die Senatoren der class 2 wurden zuletzt im November 2020 wiedergewählt, die Wahlen der Senatoren der class 3 fanden im Jahr 2022 zuletzt statt.

## Klasse 2

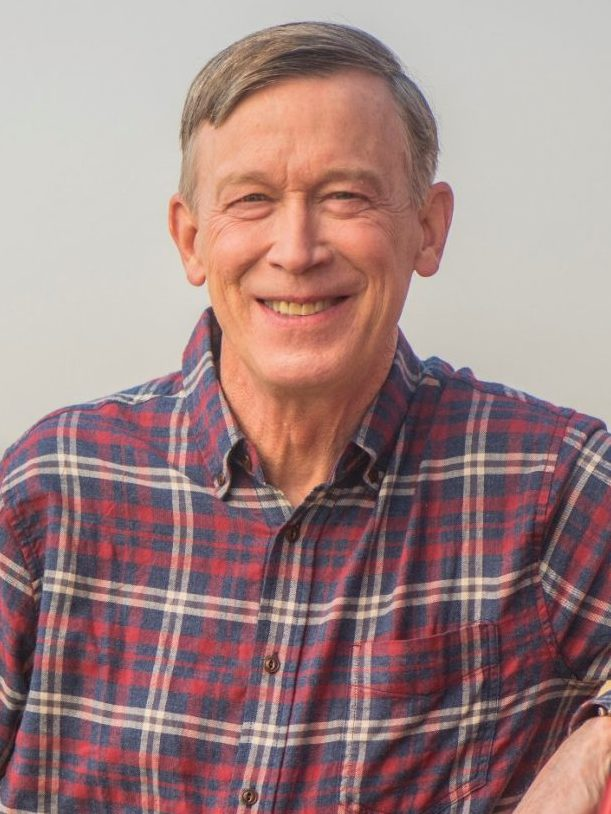
John Hickenlooper

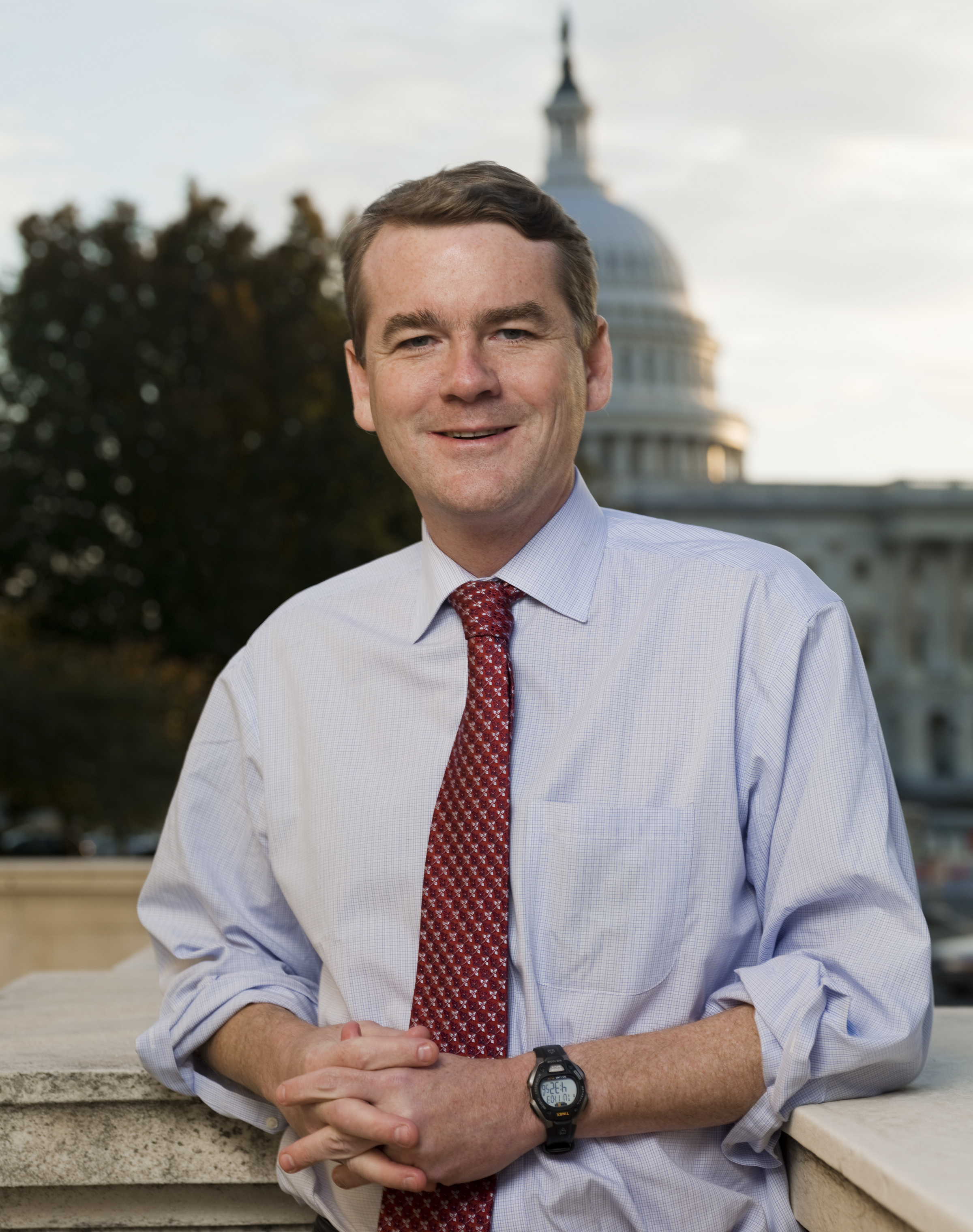
Michael Bennet

Colorado ist seit dem 1. August 1876 US-Bundesstaat und stellte bis heute 19 Senatoren der class 2.
| Name                       | Amtszeit  | Partei       | Lebensdaten                          |
| -------------------------- | --------- | ------------ | ------------------------------------ |
| Henry Moore Teller         | 1876–1882 | Republikaner | 23. Mai 1830 – 23. Februar 1914      |
| George Miles Chilcott      | 1882–1883 | Republikaner | 2. Januar 1828 – 6. März 1891        |
| Horace Austin Warner Tabor | 1883      | Republikaner | 26. November 1830 – 10. April 1899   |
| Thomas Mead Bowen          | 1883–1889 | Republikaner | 26. Oktober 1835 – 30. Dezember 1906 |
| Edward Oliver Wolcott      | 1889–1901 | Republikaner | 26. März 1848 – 1. März 1905         |
| Thomas MacDonald Patterson | 1901–1907 | Demokrat     | 4. November 1839 – 23. Juli 1916     |
| Simon Guggenheim           | 1907–1913 | Republikaner | 30. Dezember 1867 – 2. November 1941 |
| John Franklin Shafroth     | 1913–1919 | Demokrat     | 9. Juni 1854 – 20. Februar 1922      |
| Lawrence Cowle Phipps      | 1919–1931 | Republikaner | 30. August 1862 – 1. März 1958       |
| Edward Prentiss Costigan   | 1931–1937 | Demokrat     | 1. Juli 1874 – 17. Januar 1939       |
| Edwin Carl Johnson         | 1937–1955 | Demokrat     | 1. Januar 1884 – 30. Mai 1970        |
| Gordon Llewellyn Allott    | 1955–1973 | Republikaner | 2. Januar 1907 – 17. Januar 1989     |
| Floyd Kirk Haskell         | 1973–1979 | Demokrat     | 7. Februar 1916 – 25. August 1998    |
| William Lester Armstrong   | 1979–1991 | Republikaner | 16. März 1937 – 5. Juli 2016         |
| George Hanks Brown         | 1991–1997 | Republikaner | * 12. Februar 1940                   |
| Alan Wayne Allard          | 1997–2009 | Republikaner | * 2. Dezember 1943                   |
| Mark Emery Udall           | 2009–2015 | Demokrat     | * 18. Juli 1950                      |
| Cory Scott Gardner         | 2015–2021 | Republikaner | * 22. August 1974                    |
| John Wright Hickenlooper   | seit 2021 | Demokrat     | * 7. Februar 1952                    |

## Klasse 3
Colorado hatte bis heute 19 Senatoren der class 3:
| Name                      | Amtszeit  | Partei                | Lebensdaten                         |
| ------------------------- | --------- | --------------------- | ----------------------------------- |
| Jerome Bunty Chaffee      | 1876–1879 | Republikaner          | 17. April 1825 – 9. März 1886       |
| Nathaniel Peter Hill      | 1879–1885 | Republikaner          | 18. Februar 1832 – 22. Mai 1900     |
| Henry Moore Teller        | 1885–1909 | Republikaner          | 23. Mai 1830 – 23. Februar 1914     |
| Charles James Hughes Jr.  | 1909–1911 | Demokrat              | 16. Februar 1853 – 11. Januar 1911  |
| vakant                    |           |                       |                                     |
| Charles Spalding Thomas   | 1913–1921 | Demokrat              | 6. Dezember 1849 – 24. Juni 1934    |
| Samuel Danford Nicholson  | 1921–1923 | Republikaner          | 22. Februar 1859 – 24. März 1923    |
| Alva Blanchard Adams      | 1923–1924 | Demokrat              | 29. Oktober 1875 – 1. Dezember 1941 |
| Rice William Means        | 1924–1927 | Republikaner          | 16. November 1877 – 30. Januar 1949 |
| Charles Winfield Waterman | 1927–1932 | Republikaner          | 2. November 1861 – 27. August 1932  |
| Walter Walker             | 1932      | Demokrat              | 3. April 1883 – 8. Oktober 1956     |
| Karl Cortlandt Schuyler   | 1932–1933 | Republikaner          | 3. April 1877 – 31. Juli 1933       |
| Alva Blanchard Adams      | 1933–1941 | Demokrat              | 29. Oktober 1875 – 1. Dezember 1941 |
| Eugene Donald Millikin    | 1941–1957 | Republikaner          | 12. Februar 1891 – 26. Juli 1958    |
| John Albert Carroll       | 1957–1963 | Demokrat              | 30. Juli 1901 – 31. August 1983     |
| Peter Hoyt Dominick       | 1963–1975 | Republikaner          | 7. Juli 1915 – 18. März 1981        |
| Gary Warren Hart          | 1975–1987 | Demokrat              | * 28. November 1936                 |
| Timothy E. Wirth          | 1987–1993 | Demokrat              | * 22. September 1939                |
| Ben Nighthorse Campbell   | 1993–2005 | Demokrat/Republikaner | * 13. April 1933                    |
| Kenneth Lee Salazar       | 2005–2009 | Demokrat              | * 2. März 1955                      |
| Michael Farrand Bennet    | seit 2009 | Demokrat              | * 28. November 1964                 |